# Трач, Юзеф
Юзеф Бронислав Трач (пол. Józef Bronisław Tracz, род. 1 сентября 1964, Жары, Любушское воеводство) — польский спортсмен, борец классического (греко-римского) стиля. Серебряный призёр Олимпийских игр 1992 года в Барселоне и бронзовый призёр 1988 и 1996 года. Трёхкратный серебряный призёр чемпионатов мира.

## Достижения
В таблице представлены занятые места Юзефом Трачем на международных соревнованиях:
|                  | 1987 | 1988 | 1989 | 1990 | 1991 | 1992 | 1993 | 1994 | 1994 | 1996 | 1997 | 1998 |
| ---------------- | ---- | ---- | ---- | ---- | ---- | ---- | ---- | ---- | ---- | ---- | ---- | ---- |
| Олимпийские игры |      | 3    |      |      |      | 2    |      |      |      | 3    |      |      |
| Чемпионат мира   | 2    | —    | 8    | —    | 5    | —    | 2    | 2    | 7    | —    | 7    | 20   |
| Чемпионат Европы | —    | 4    | 5    | 4    | —    | 7    | —    | —    | —    | 22   | —    | —    |

## Государственные награды
- Орден Возрождения Польши (1996)
- Золотой «Крест Заслуги»
- Медаль «Вооружённые силы на службе Родине»
- Серебряная Медаль «За заслуги при защите страны»
- Бронзовая Медаль «За заслуги при защите страны»